# Удунга (улус)
Удунга (рос. Удунга) — улус Селенгинського району, Бурятії Росії. Входить до складу Сільського поселення Іройське.
Населення —  76 осіб (2015 рік). 